# Nikolaevka, Varna
Nikolaevka (în bulgară Николаевка) este un sat în comuna Suvorovo, regiunea Varna,  Bulgaria. 

## Demografie
Componența etnică a satului Nikolaevka
     Nicio identificare (1,83%)
     Bulgari (80,96%)
     Turci (2,29%)
     Romi (11,92%)
     Altele (2,98%)
La recensământul din 2011, populația satului Nikolaevka era de 436 locuitori. Din punct de vedere etnic, majoritatea locuitorilor (80,96%) erau bulgari, existând și minorități de romi (11,92%) și turci (2,29%). Pentru 1,83% din locuitori nu este cunoscută apartenența etnică.